# Bilharz (cráter)

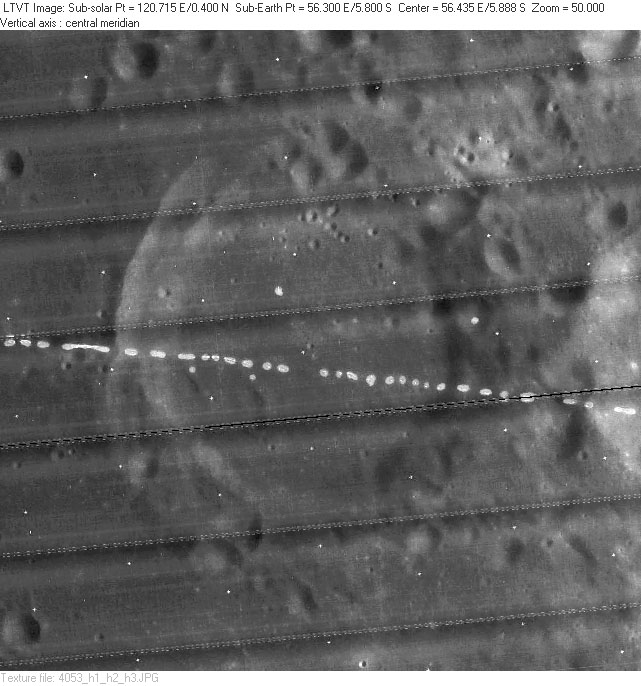
Fotografía de la misión Lunar Orbiter 4

Bilharz es un cráter de impacto lunar que se encuentra en la parte oriental del Mare Fecunditatis. Es el miembro más grande de una formación triple que integra con los cráteres cercanos Atwood al este y Naonobu al noreste. Al sureste está el destacado cráter Langrenus.

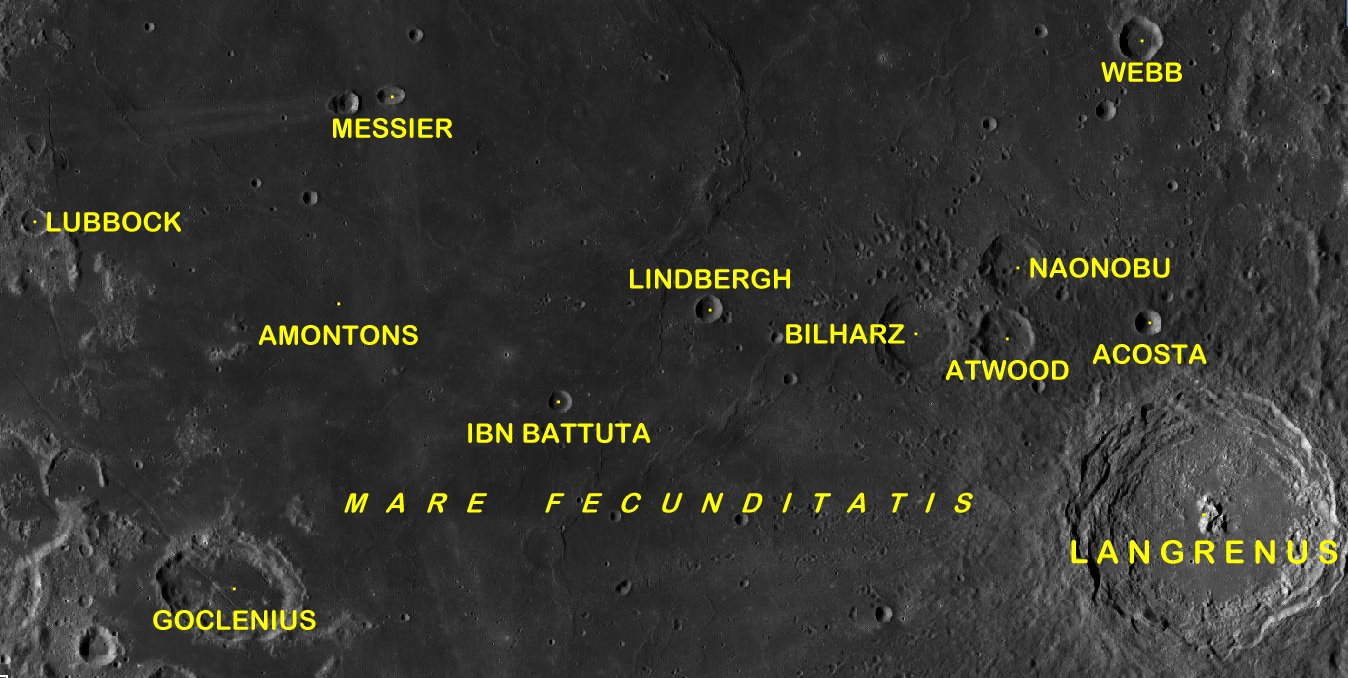
Localización de Bilharz (a la derecha del centro de la imagen)

El interior de este cráter ha sido rellenado por la lava basáltica, dejando el piso plano y poco profundo, y casi sin rasgos distintivos. No presenta un pico central en el punto medio, con pocos aspectos remarcables en su interior a excepción de algunos pequeños cráteres. El borde exterior sigue siendo circular y solo un poco desgastado.
Antes de ser nombrado por la IAU en 1976, este cráter fue identificado como Langrenus M, un cráter de satélite de Langrenus.